# Pithotomus rufiventris
Pithotomus rufiventris är en stekelart som beskrevs av Joseph Kriechbaumer 1888. Pithotomus rufiventris ingår i släktet Pithotomus och familjen brokparasitsteklar. Utöver nominatformen finns också underarten P. r. armenicus.